# Melanagromyza zlobini
Melanagromyza zlobini este o specie de muște din genul Melanagromyza, familia Agromyzidae, descrisă de Pakalniskis în anul 1996.
Este endemică în Lituania. Conform Catalogue of Life specia Melanagromyza zlobini nu are subspecii cunoscute.